# David Meder
David Meder (* 1548 in Osterfeld; † 7. März 1616 in Nebra) war von 1577 bis 1595 Stiftsprediger und zeitweise Generalsuperintendent in Öhringen und später Pfarrer in Naumburg, Neukirchen bei Borna und Nebra. Er verfasste die Hohenlohische Kirchenordnung von 1578.

## Leben
Er war der Sohn des Osterfelder Pfarrers Gallus Meder und besuchte Schulen in Osterfeld sowie in Zeitz und Naumburg, wo der Vater im Lauf der Zeit Amtssitze hatte. Ab 1561 studierte er in Leipzig und hörte dort Philipp Melanchthon und Victorinus Strigel. 1566 wurde er zum Priester geweiht. In den folgenden Jahren war er auf einer längeren Reise durch Franken und wurde in jene Zeit wohl auch evangelisch. 1573 war er Stadtkaplan in Ansbach. 1574 war er evangelischer Pfarrer im brandenburg-ansbachischen Leutershausen, wo er jedoch Schwierigkeiten wegen einer Bußpredigt bekam. 1577 wurde er Stiftsprediger in Öhringen und als solcher nach Gründung des Generalkonsistoriums 1579 auch Generalsuperintendent. In den anhängigen Pfarreien stieß er auf große Unordnung und Ungleichheit. 1578 verfasste er die hohenlohische Kirchenordnung und veranlasste eine Generalvisitation zur Durchführung dieser zweiten Reformion, die die kirchlichen Verhältnisse in Hohenlohe regelte und anglich. Seine Kirchenordnung hatte er an die brandenburgischen Kapitel- und Konsitorialordnungen aus seinem vorigen Wirkungsort Leutershausen angelehnt. Zu seinem Widersacher wurde der Neuensteiner Rat Zacharias Hyso, der bei den hohenlohischen Grafen Änderungen der Kirchenordnung erwirkte. Zu Meders Fürsprecher wurde anfangs Jacob Andreae, auf dessen Vorschlag Meder die Spezialsuperintendenten auf der Visitation begleitete. Andreae hat 1581 Meder selbst visitiert, rügte aber bald dessen Ausbildung und Standpunkte, so dass Andreae auf eine Umordnung der hohenlohischen Kirchenleitung und eine Entmachtung Meders drängte. Ab 1582 gab es zeitweilig kein Konsistorium mehr, wenngleich Meder und die Öhringer Kirchendiener bis etwa 1586 meist noch übergeordnete Aufgaben hatten. 1595 gab Meder sein Amt in Öhringen auf und wandte sich nach Naumburg, wo er eine Predigerstelle am Dom hatte. 1596 war er Pfarrer in Neukirchen bei Borna und als einer der drei Adjuncti dem Superintendenten David Teuber als Begleiter bei dessen Visitationen zugeordnet. 1599 übergab Meder die Pfarrstelle in Neukirchen seinem Sohn David Bernhard Meder (1577–1625) und kehrte zunächst kurz nach Naumburg zurück, bevor er eine Pfarrstelle in Nebra annahm, wo er auch begraben wurde. Sein Grabstein war im 18. Jahrhundert noch vorhanden, ein lateinisches Grabgedicht ist überliefert.

## Familie
Er war ab etwa 1573 verheiratet mit Catharina Möringer, der Tochter eines würzburgischen Forstmeisters. Der Ehe entstammten bis 1581 acht Kinder, von denen damals noch sechs am Leben waren. Die Kinder dürften alle in Öhringen geboren sein.

## Schriften
Neben der hohenlohischen Kirchenordnung von 1578 hat er eine Ergänzung zum Katechismus verfasst, die noch 1752 den Katechismen beigefügt war. 1578 verfasste er außerdem eine Verteidigungsschrift des Hohenlohischen Katechismus. 1589 erschien in Nürnberg seine Beschreibung der Oehringischen Wasserfluth. Außerdem war er Verfasser verschiedener gedruckter Leichen- und Hexenpredigten.